# 布拉德·米勒 (政治人物)
布拉德·米勒（Brad Miller；1953年5月19日—）是美國的一位政治人物。在2003年至2013年期間，他是北卡羅來納州第13選舉區選出的美國眾議院議員。他的黨籍是民主黨。他曾經擔任北卡羅來納州參議院議員。